# Dylan语言
Dylan是多范型的编程语言，包括了支持函数式和面向对象编程（OOP），它是动态和反射式的，却提供了设计用于支持生成高效机器代码的编程模型，包括了在动态和静态行为上的细粒度的控制。它是在1990年代早期由苹果公司领导的群组创造的。

## 概述
在Dylan参考手册中有简明而彻底的语言概述。Dylan派生自Scheme和Common Lisp，并增加了派生自Common Lisp对象系统（CLOS）的集成的对象系统。在Dylan中，所有的值（包括数值、字符、函数和类）都是头等对象。Dylan支持多重继承、多态、多分派、关键字参数、对象内省、基于模式的语法扩展宏和很多其他高级特征。程序可以表达在动态性上的细粒度的控制，允许程序占据在动态和静态编程之间的连续区，并支持演进式开发（允许先快速原型随后增进精制和优化）。
Dylan的主要设计目标是成为适合开发商业软件的动态语言。Dylan尝试解决潜在的性能问题，通过向完全灵活性的Lisp系统介入“本性”限制，允许编译器清晰的理解可编译单元比如函数库。Dylan从Scheme和其他Lisp派生出了它的很多语义；某些Dylan实现最初建造在现存Lisp系统之内。但是Dylan有着类似ALGOL的语法而非类似Lisp的前缀语法。

## 历史
Dylan是在1990年代早期由苹果公司领导的一个群组创建的。在它开发的时候，它被意图用于Apple Newton计算机，但是Dylan实现那时还没有达到充分成熟，而Newton转而使用了C和Walter Smith开发的NewtonScript二者的混合。Apple在1995年终止了其Dylan开发努力，尽管他们制作了一个可获得的“技术发行”版本（Apple Dylan TR1），并包括了一个高级集成开发环境（IDE）。
其他两个小组对语言设计和开发实现做出了贡献：Harlequin公司发行了Microsoft Windows下的商业IDE，卡内基·梅隆大学发行了叫作Gwydion Dylan的Unix下的编译器。二者的实现分别于2004年和1998年开放了源代码。Harlequin实现当前叫作Open Dylan并由一组志愿者维护。
Dylan语言的代号是Ralph。James Joaquin选择名字Dylan表示“动态语言”（Dynamic language）。

## 语法
Dylan的多数语法特征来自它的Lisp传承。Dylan最初使用类似Lisp的前缀语法，它基于了S-表达式。到了语言设计完成的时候，语法被变更为类似ALGOL的语法，预期广泛的编程者受众会更加熟悉它。语法由Michael Kahl设计。它在Dylan参考手册中有详尽描述。

### 词法
Dylan不是大小写敏感的。Dylan的词法允许使用连字暨减号的命名约定，来连接多单词标识符的各部份（有时叫做“lisp-case”或“kebab case”）。这个约定在Lisp语言中是常见的，但不适用于将不是数值文字一部份的连字号暨减号，当作一个单一词法记号处理的那些编程语言，即使在它没有包围着空白字符的时候。
除了字母数字字符和连字暨减号之外，Dylan允许特定非字母数字字符作为标识符的一部份。标识符不可以单独的由非字母数字字符或数字字符组成。如果有任何歧义，应使用空白。

### 样例代码
有几个槽的一个简单的类：
```
define
 
class
 
<point>
 
(
<object>
)

  
slot
 
point-x
 
::
 
<integer>
,

    
required-init-keyword:
 
x:
;

  
slot
 
point-y
 
::
 
<integer>
,

    
required-init-keyword:
 
y:
;

end
 
class
 
<point>
;

```

在约定上，类使用尖括号（即小于号和大于号）来命名，比如这个代码例子中的类名字<point>。
在end class <point>中，class和<point>二者都是可选的。对所有end子句都是如此。例如，可以写end if或只写end来终止一个if语句。
同样的类，可以用极小化方式重写为：
```
define
 
class
 
<point>
 
(
<object>
)

  
slot
 
point-x
;

  
slot
 
point-y
;

end
;

```

槽现在都确定类型为<object>。槽必须被手动初始化。
在约定上，常量名字开始于$：
```
define
 
constant
 
$pi
 
::
 
<double-float>
 
=
 
3.1415927
d0
;

```

阶乘函数：
```
define
 
method
 
factorial
 
(
n
 
::
 
<integer>
)
 
=>
 
(
n!
 
::
 
<integer>
)

  
case

    
n
 
<
 
0
     
=>
 
error
(
"Can't take factorial of negative integer: %d
\n
"
,
 
n
);

    
n
 
=
 
0
     
=>
 
1
;

    
otherwise
 
=>
 
n
 
*
 
factorial
(
n
 
-
 
1
);

  
end

end
;

```

这里的n!和<integer>就是正常的标识符。
这里没有显式的返回语句。一个方法或函数的结果是最后求值的那个表达式。除掉在返回位置上的表达式后面的分号是常见的风格。

## 模块与命名空间
在很多面向对象语言中，类是封装和模块化的主要方式；每个类定义一个名字空间并控制哪些定义是在外部可见的。进一步的，在很多语言中类定义必须被用作一个整体的不可见单元。例如，使用String串接函数要求导入并编译全部的String。
某些语言包括Dylan，还包括一个分立的显式的命名空间或模块系统，可以用更一般性的方式进行封装。
在Dylan中，编译单元和导入单元的概念是分开的，类对于二者都没有什么特殊可以言。“库”定义应当被一起编译和处理的项目，而“模块”定义一个命名空间。类可以一起放置在模块中，或分拆至其中，随编程者意愿。经常是一个类的完全定义不存在于一个单一的模块中，而是延展于进行选择性收集的多个模块至上。不同的程序可以有相同的类的不同的定义，并只包括它们所需要的。
例如，考虑支持String的一个附加库regex。在某些语言中，一个功能要被包括在字符串中，这个功能就必须被增加到String命名空间。随着这种事情不断发生，String类变得越来越大，而不需要使用regex的函数仍必须为增加了库大小付出代价。为此，这种附加件典型的放置在它们自己的命名空间和对象之中。这种方式的缺点是新函数不再是String的一部份；它转而被隔离在单独声明的它自己的函数集合之中。不再使用myString.parseWith(myPattern)，从OO视角这是自然的组织方式，而是使用像 myPattern.parseString(myString)这样的东西，它在效果上反转了次序。
在Dylan之下，可以为相同代码定义很多接口，例如String串接方法可以给放置在String接口和concat接口二者之中，后者将不同的类中的不同的串接函数收集在一起。这常用于数学库中，这里的函数意图适用于广泛的不同对象类型。
接口构造的更实际用法是建造一个模块的公开和私有版本，在其他语言中这被包括为一个附带特征，并总是导致问题并增加语法。在Dylan之下，所有的函数调用可以简单的放置在“私有”或“开发”接口中，而把可公开访问的函数收集在Public接口之中。在Java或C++之下，一个对象的可见性是定义在代码中的，意味着要提供类似的变更，编程者将被强制的去完全重写定义，并且不能同时有两个版本。

## 类
在Dylan中以类似于大多数OO语言的风格，类描述了对象的slot（槽，数据成员，字段，ivar等）。 所有对槽的访问都要通过方法，就像Smalltalk那样。缺省的getter和setter方法基于槽名字而自动生成。对比于多数其他OO语言，可应用于类的其他方法经常定义于这个类的外部，因此在Dylan中类定义典型的只包括存储的定义。例如：
```
define
 
class
 
<window>
 
(
<view>
)

  
slot
 
title
 
::
 
<string>
 
=
 
"untitled"
,
 
init-keyword:
 
title:
;

  
slot
 
position
 
::
 
<point>
,
 
required-init-keyword:
 
position:
;

end
 
class
;

```

在这个例子中，定义了类<window>。<类名字>语法只是约定，使得类名字显得突出，尖括号只是这个类名字的一部份。与之相对比，在一些语言中，约定为大写类名字的首字母，或给名字前缀上C或T（举个例子）。<window>继承了一个单一类<view>，并包含二个槽：title持有这个窗口标题的字符串，和position持有这个窗口一角的X-Y点。在这个例子中，标题给出为缺省值，而位置还没有值。可选的init-keyword语法允许编程者在初始化这个类的对象时指定这个槽的初始值。
在语言比如C++或Java中，类还定义了它的接口。所以在这二种语言中，如果像上述案例中，类定义没有显式的对可见性的指令，则对数据成员和方法的访问都被当作是protected，意味着它们只能被子类使用。要使得无关代码使用这个窗口的实例，它们必须给声明为public。
在Dylan中，这些槽的可见性规则不被当作这个代码的一部份，而是模块/接口系统的一部份。这增加了相当大的灵活性。例如，在早期开发中用的接口可以声明所有东西为public，而用在测试和部署中用的接口会加以限制。对于C++或Java，这种变更会需要改变源代码，所有人们就不做了，而在Dylan中，这是完全无关的概念。
尽管这个例子没有用到，Dylan还支持多重继承。

## 方法和泛化函数
在Dylan中，方法不是固有的关联于任何特定的类；方法可以被认为存在于这个类之外。就像CLOS，Dylan是基于多分派（多方法）的，这里特定方法的调用是基于它的所有实际参数的类型来选择的。方法不需要在编译时间就知道，基于用户的偏好，所要求的函数可以是能获得到的也可以不能。
在Java之下，相同的方法被隔离在特定的类之中。要使用这个功能，编程者被强制去import这个类并显式的引用它来调用这个方法。如果这个类不可获得，或在编译时间未知，这个应用简单的不能编译。
在Dylan中，泛化函数表示零或多个类似的方法，用define method方式创建的所有方法自动的包含在同名的泛化函数之内。泛化函数也可以显式的用define generic声明，允许编程者精确控制可以增加哪种方法。代码被隔离于存储而位于泛化函数中。很多类在其中拥有它们自己的方法，因此在感官上就像多数其他OO语言一样。但是代码实际上位于泛化函数之中，意味着它们不附属于特定的类，并可以被任何人自然的调用。下例将类<window>的方法turn-blue并入同名的泛化函数之内：
```
define
 
method
 
turn-blue
 
(
w
 
::
 
<window>
)

  
w
.
color
 
:=
 
$blue
;

end
 
method
;

```

这个定义类似于其他语言的定义，并有可能被封装到<window>类之中。注意:=这个setter调用，它是color-setter($blue, w)的语法糖。
泛化函数的自主利用可见于更泛化的例子之中。例如，在多数语言中的一个常见函数to-string，它返回这个对象的某种人类可读形式。比如说一个窗口可能返回它的标题和它在父窗口中的位置，而一个字符串将返回它自身。在Dylan中，这些方法可以给收集到叫作to-string的一个单一模块中，因而这个代码被从这个类自身的定义中移除。如果一个特定对象不支持to-string，可以简单的在to-string模块中增加上它。

## 扩展性
上述的整体概念可能让读者觉得很奇怪。处理一个窗口的to-string不定义在<window>之中。除非考虑到Dylan对to-string调用的处理方式，否则就可能变得没有意义。在多数语言中，在程序编译的时候，查找给<window>的to-string并把它替代为到这个方法的一个指针（或多或少）。在Dylan中，这发生在程序初次运行的时候，运行时系统建造一个方法名字/形式参数细节的表格，并通过这个表格来动态的查找方法。这意味着一个特定方法可以位于任何地方，不只是在编译时间单元中。最后编程者得到了在放置其代码上的相当大的灵活性，只要合适，可以收集在它的类之中，也可以与相同功能的方法收集在泛化函数中。
这里隐含着编程者可以通过在单独文件中定义函数，来向现存的类增加功能。例如人们可能希望向所有<string>增加拼写检查，这在多数语言中将需要访问到字符串类的源代码，而这种基本类很少以源代码形式给出。在Dylan（和其他可扩展语言）中，拼写检查方法可以增加到spell-check模块中，通过define method构造定义它可以适用的所有的类。在这种情况下，实际功能可以定义在一个单一的泛化函数中，它接受一个字符串并返回错误。当spell-check模块被编译入程序的时候，所有字符串（和其他对象）都会得到这个增加的功能。

## 引用
1. ↑  https://opendylan.org/news/2022/11/28/new-release.html.
2. ↑  Stokel-Walker, Chris. . Increment. Stripe.   [23 August 2020]. （原始内容存档于2020-11-09）.
3. 1 2 3  Andrew Shalit; David Moon; Orca Starbuck. . Apple Press. Addison-Wesley. 11 September 1996  [2021-03-13]. ISBN 9780201442113. （原始内容存档于2021-05-30）.